# Brian Greenhalgh
Brian Arthur Greenhalgh (Chesterfield, 20 febbraio 1947) è un ex calciatore inglese, di ruolo attaccante.

## Carriera
Cresciuto nelle giovanili del Preston N.E., esordisce tra i professionisti nel 1965, all'età di 18 anni, con la prima squadra dei Lilywhites: rimane in rosa fino all'ottobre del 1967 quando, dopo complessive 9 reti in 19 presenze nella seconda divisione inglese, viene ceduto all'Aston Villa, altro club della medesima categoria, nel quale rimane fino al gennaio del 1969 per un totale di 10 reti segnate in 42 partite di campionato giocate. Passa quindi al Leicester City, con cui nella seconda metà della stagione 1968-1969 all'età di 21 anni esordisce in prima divisione, categoria nella quale gioca 5 partite senza reti segnate.
Nell'estate del 1969 viene ceduto all'Huddersfield Town, con cui nella stagione 1969-1970 contribuisce con 5 presenze alla vittoria del campionato di seconda divisione; riconfermato in rosa anche per la stagione 1970-1971, in questa annata mette a segno 3 reti in 10 presenze in prima divisione. Viene poi ceduto in quarta divisione al Cambridge Utd, dove rimane fino al 1974 riuscendo per tre stagioni consecutive ad essere il capocannoniere stagionale del club (con cui conquista una promozione in terza divisione al termine della stagione 1972-1973, subendo però un'immediata retrocessione nell'annata successiva), con cui è autore di complessive 47 reti in 116 partite di campionato giocate. Passa poi al Bournemouth, che dopo 4 reti in 21 presenze in terza divisione lo cede in prestito al Torquay Utd, club con il quale Greenhalgh gioca 9 partite in quarta divisione segnando un unico gol. Gioca poi un'ultima stagione da professionista con il Watford, con cui mette a segno una rete in 18 presenze in quarta divisione; va infine a chiudere la carriera ai semiprofessionisti del Dartford.

## Palmarès

### Club

#### Competizioni nazionali
- Campionato inglese di seconda divisione: 1

Huddersfield Town: 1969-1970